# Dušče
Dušče (cyr. Душче) – wieś w Bośni i Hercegowinie, w Republice Serbskiej, w gminie Višegrad. W 2013 roku liczyła 323 mieszkańców.